# Bernard Planque
Bernard Planque, né le 13 janvier 1932 à Villeneuve-le-Roi et mort le 6 septembre 2016 à Toulon, est un ancien joueur français de basket-ball. Il évoluait au poste d'ailier.

## Palmarès
- 3e du championnat d'Europe 1953